# マトマタ

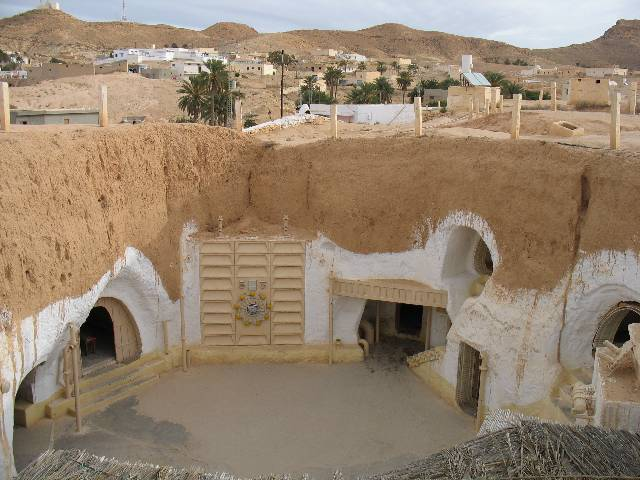
シディ・ドリス・ホテル。スター・ウォーズのロケ地

マトマタ(アラビア語: مطماطة maṭmāṭa、ベルベル語: ⵎⴰⵜⵎⴰⵜⴰ)は、チュニジア南部の都市。旧マトマタと新マトマタとがあるが、観光地として著名なのは旧マトマタのほうである。地面に巨大な穴を掘り、その側面に居住用の穴を掘って生活する穴居住宅で知られている。
マトマタの穴居住宅の構造は、まず地面に巨大な穴を掘り、その側面にいくつもの穴が掘られている。
中央の穴は広場や中庭として使用され、側面の穴は個室としてそれぞれ使用される。いくつかの家では多数の穴を掘り、それらの穴が横穴で連結されているところもある。

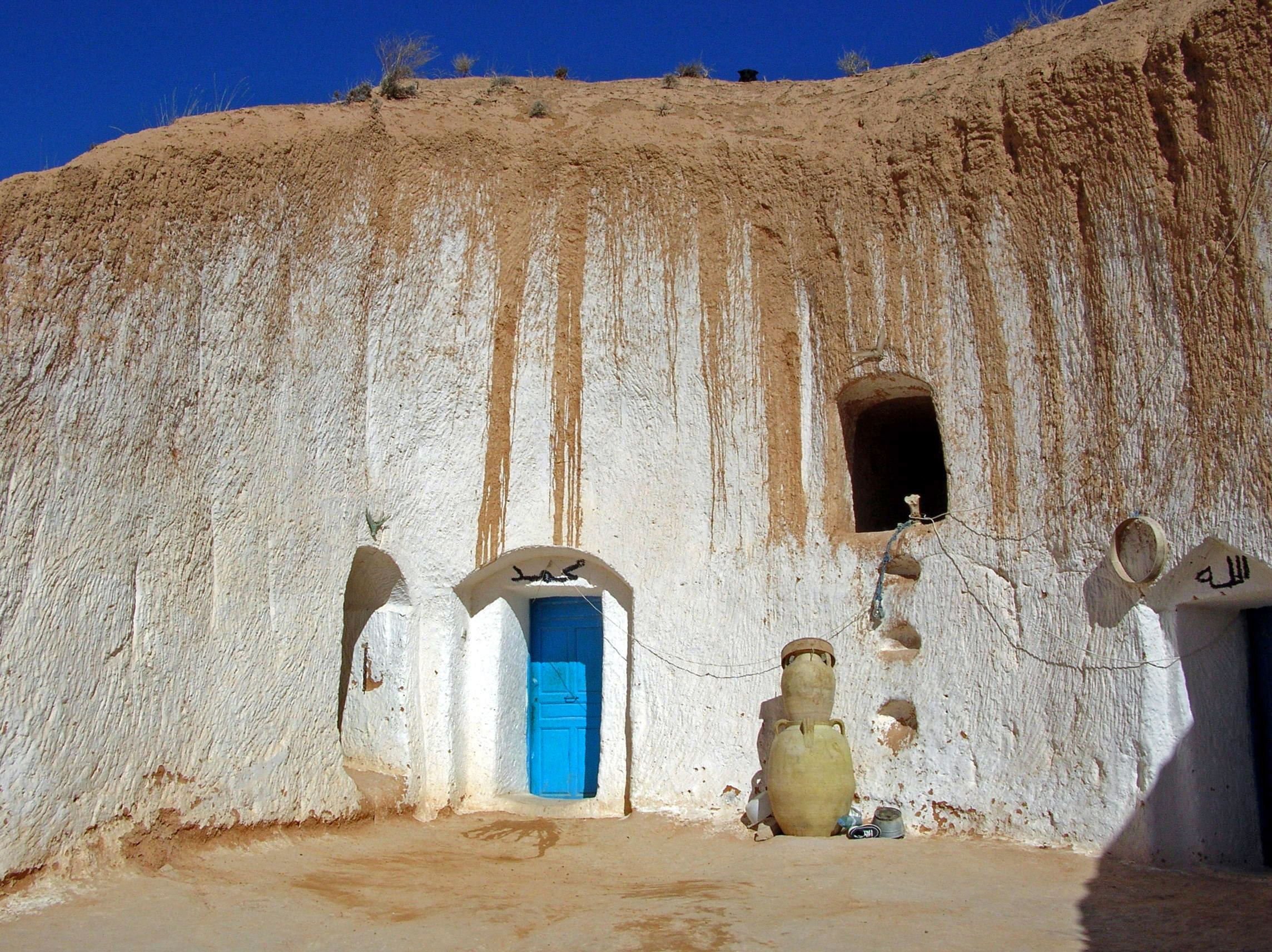
穴居住宅

マトマタに穴居住宅を建設し居住しているのはベルベル人である。侵攻してきたアラブ人から身を守るため、このような穴居住宅を建設したとされる。また、地下の住居は乾燥地帯の急激な気候変化や強い日差しを避けるのに都合がよく、冬も温度が下がらず保温性に優れるため、近年まで住居として使用されていた。
1961年、チュニジア政府は15km北に新しくマトマタの街を建設し、住民に移住を勧めた。住民のほとんどは新しい街に移住し、以後新しい街を新マトマタ、古い町を旧マトマタと称するようになった。現在では、旧マトマタは観光地として穴居住宅を改装したホテルが立ち並び、観光客でにぎわっている。